# Clathrate
Ne doit pas être confondu avec Clathrata ou Clathratus.

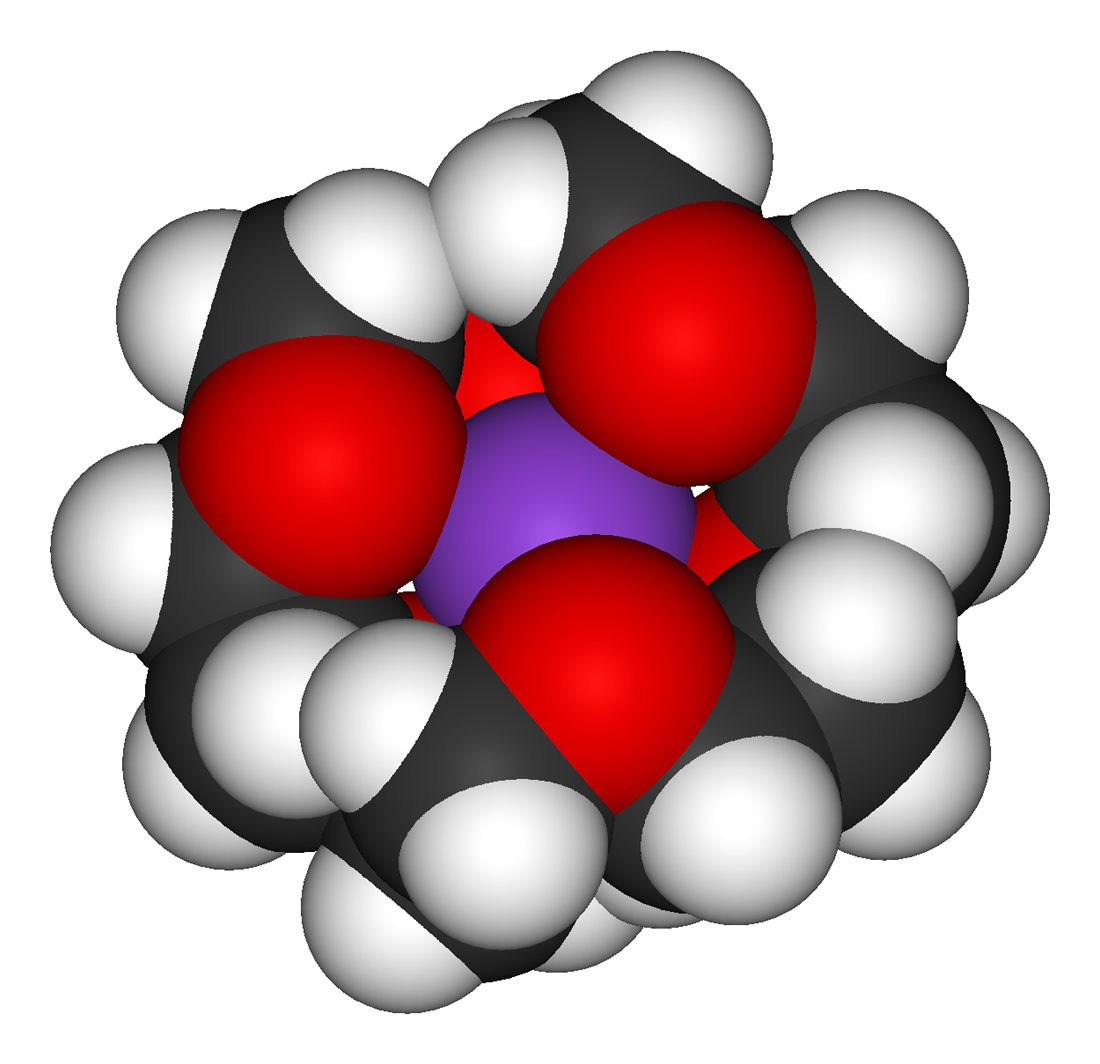
Clathrate couronne d'éther « 18-couronne-6 » piégeant un ion potassium (en violet au centre). Les atomes d'oxygène sont représentés en rouge, ceux de carbone en noir et ceux d'hydrogène en blanc.

Un clathrate, du grec κλᾷθρον (klãithron) qui signifie « fermeture », est un composé d'inclusion formé d'une molécule ou d'un réseau de molécule dites « molécules hôtes », qui emprisonne une autre molécule, dite « molécule incluse »,.
L'hydrate de méthane, la « glace qui s'enflamme » est le clathrate le plus connu du public. La structure hôte est un réseau cristallin de molécules d'eau formant des nano-cages emprisonnant des molécules de méthane. Il est connu comme source de méthane, puissant gaz à effet de serre, comme pour d'autres propriétés étonnantes. 

Lors de la catastrophe de  Deepwater Horizon, c'est la formation de clathrate dans le matériel disposé au-dessus de la tête de puits qui a empêché son fonctionnement.

## Étymologie
Le mot « clathrate » dérive du mot grec pour l'aulne, « klethra » ou « clèthre », lui-même venant de « kleio » signifiant « je ferme » ou « je confine ». L'explication de cette origine singulière apparaît dans la version de Virgile du mythe de la métamorphose des Héliades dans l'Énéide. En effet les Heliades, sœurs de Phaéton, enfants d'Hélios, ont été converties en branches d'aulnes (parfois on trouve des peupliers) confinant leur frère à sa mort dans l'île de l'Oracle.

## Vocabulaire
La notion de « complexe clathrate »  (clathrate complex pour les anglophones) était utilisée pour désigner le complexe d'inclusion de l'hydroquinone, mais a récemment été élargi à de nombreux autres matériaux composites faibles qui se composent d'une molécule hôte et d'une molécule incluse (retenue dans la molécule hôte par le jeu d'interactions intermoléculaires).

## Typologie

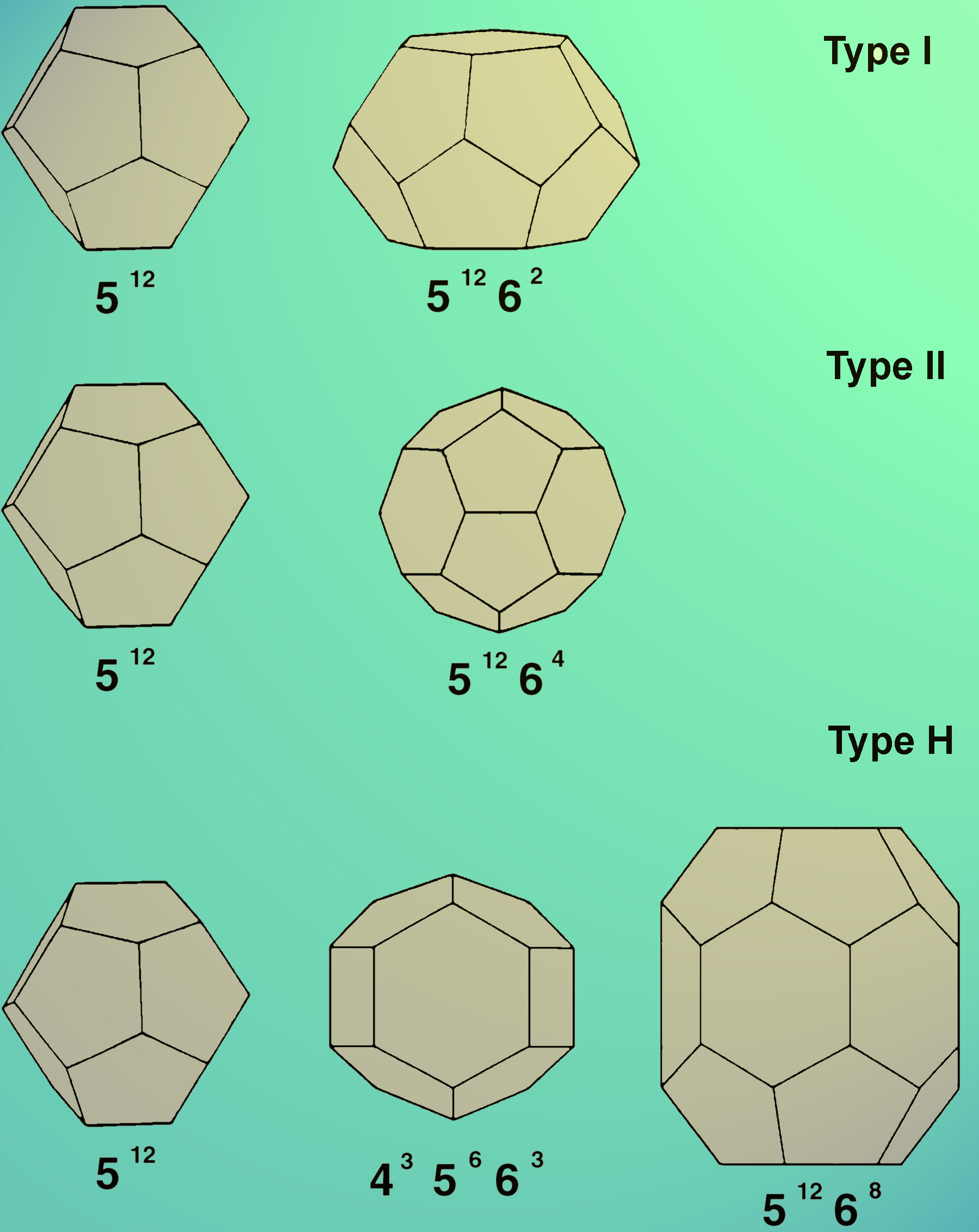
Différents types de cavités.

Selon leur géométrie, taille et le nombre de cages contenues dans une maille élémentaire, on distingue trois structures cristallines principales de clathrates de gaz : 
- deux structures cubiques (dites sI et sII ou type 1 et type 2) ;
- une structure hexagonale (dite sH).

Cinq motifs polyédriques basiques s’assemblent pour constituer ces différentes structures :
- structure à petite cavité : 
la cavité de type 512 composée de 12 faces pentagonales, c’est la cavité commune aux trois structures. Cette structure n'apparait qu'avec des molécules de gaz relativement petites (méthane, éthane, dioxyde de carbone et sulfure d'hydrogène) ;
- structure à cavité de taille intermédiaire : 
la cavité de type 435663 composée de 3 faces carrées, 6 faces pentagonales et 3 faces hexagonales ; elle ne se rencontre que dans la structure H qui nécessite la présence conjointe de deux molécules différentes ; une plus grande (ex. : méthylcyclohexane ou le néohexane) qui occupe les grandes cavités, et d'autres plus petites (ex. : méthane ou sulfure d'hydrogène)[6],[7] occupant les petites et les moyennes cavités ;
- structure à grande cavité :
  - la cavité de type 51262 composée de 12 faces pentagonales et 2 faces hexagonales (sI),
  - la cavité de type 51264 composée de 12 faces pentagonales et 4 faces hexagonales (sII),
  - la cavité de type 51268 composée de 12 faces pentagonales et 8 faces hexagonales (sH).

## Propriétés des hydrates de gaz
Leur stabilité thermodynamique est limitée en pression et en température par la courbe d'équilibre hydrate-liquide-vapeur. 
Au-delà d'une certaine température et/ou pression élevée, la « cage » d'eau relargue sa molécule de gaz (changement de phase). 

Cette instabilité est accrue en présence dans la phase aqueuse de composés dits inhibiteurs thermodynamiques (électrolytes ou composés (ex. : alcools) formant des liaisons hydrogène parasitant la cohérence de la « cage »).

Inversement, « les hydrates de gaz naturel sont des clathrates de structure II dans laquelle les petites molécules comme le méthane et l’éthane occupent les petites cavités tandis que les molécules plus importantes comme le propane occupent les grandes cavités. À −20 °C et à pression atmosphérique, bien que thermodynamiquement instable, l'hydrate de gaz naturel est stabilisé par un mécanisme cinétique encore mal connu. Il peut alors être conservé plusieurs jours en ne perdant qu’une faible proportion du gaz qu’il contient ».
Les complexes clathrates sont divers, avec des propriétés variant notamment en fonction du type d'interactions moléculaires qui lient (via des liaisons chimiques plus ou moins fortes) les molécules piégées aux molécules hôtes. Chaque cage d'eau ne renferme généralement qu'une molécule incluse de gaz, mais certaines petites molécules (dihydrogène, argon ou diazote) peuvent former à très haute pression une structure sII dans laquelle la grande cavité est occupée par des groupes de 2 à 4 molécules de gaz.
Les clathrates peuvent être isolés comme des espèces chimiques différentes, et peuvent avoir des isomères de structure et de position (énantiomères et diastéréoisomères).

## Usages existants ou proposés
Dès leur découverte, les clathrates ont suscité étonnement et espoirs de nouveaux usages énergétiques ou autres, à ce jour en grande partie déçus, mais qui continuent à faire l'objet de recherches.
- Le chloroforme, CHCl3, a une action anesthésiante en formant des clathrates avec l'eau présente dans le tissu cérébral.
- Des chercheurs étudient la possibilité d'utilisation de clathrates de silicium et de germanium pour l'industrie des semiconducteurs, la supraconductivité ou pour leurs propriétés thermoélectriques.
- Des molécules comme les éther couronnes ou les cyclodextrines ou d'autres[12] forment d'excellentes molécules hôtes.
- Des clathrates pourraient être utilisés dans les systèmes de réfrigération moins consommateurs d'énergie, ou moins dangereux pour l'environnement[13],[14].
- Des clathrates de gaz rares sont possibles (radon, argon par exemple[15]).
- Les hydrates clathrates sont des matériaux à changement de phase présentant un intérêt pour le transport de frigories. Une famille particulière d’hydrates (les semiclathrates, formés par exemple d'eau et de gaz en présence de sels d'ammonium ou de phosphoniums quaternaires) contient des candidats intéressants (sous forme de coulis d'hydrates) pour des fluides frigoporteurs diphasiques (FFD) solide/liquide[8].
- Nouvelles techniques de séparation (dessalement de l'eau de mer[16], épuration d'eaux usées, capture du CO2 dans les effluents de combustion, etc.)[17].

### Exploitation des hydrates marins
L'eau de mer froide forme naturellement des clathrates (hydrate de méthane) que certains voudraient exploiter, ce qui pose de nombreux problèmes techniques et environnementaux. Parmi les solutions envisagées, presque toutes auraient un impact négatif sur l'effet de serre : stimulation thermique par apport de chaleur pour déstabiliser in situ l'hydrate et lui faire libérer son gaz ; ou mise en dépression pour provoquer le dégazage, ou encore mélange avec des antigels inhibiteurs de formation d'hydrates pour casser les clathrates ; on a même envisagé l'utilisation d'un mélange combustible visant une autocombustion maîtrisée. 
Une seule solution, proposée par Ohgaki, consistant à substituer du CO2 au méthane dans les hydrates de gaz, permettrait une séquestration au moins partiellement compensatrice en termes d'effet de serre. Une thèse a porté sur la mesure et la modélisation des conditions de dissociation d’hydrates de gaz stabilisés en vue de l’application au captage du CO2.

### Stockage et transport du gaz naturel et de l'hydrogène
Le stockage avec de l'eau de mer et le transport de gaz naturel ou de dihydrogène sont étudiés,,,.
Le dihydrogène est difficile à stocker, car il percole au travers des aciers de qualité normale et de la plupart des matériaux courants. Un obstacle restant à lever pour le stockage du dihydrogène, est la haute pression nécessaire à la formation de son hydrate (200 MPa à −0,15 °C) ; cependant, un hydrate binaire peut être produit à température et pression plus basses (environ 5 MPa à 6,85 °C), ou en présence d'une seconde molécule incluse (ex. : tétrahydrofurane ou sel de tétra-n-butylammonium).

## Histoire
L'histoire des composés clathrates est relativement récente. 
Les clathrates hydrates ont été découverts en 1810 par Humphry Davy. 
puis étudiés par P. Pfeiffer (1927) avant qu'en 1930, E. Hertel définisse les composés moléculaires en tant que substances décomposables en composants individuels suivant la loi d'action de masse à l'état de solution ou de gaz.

En 1945, H. M. Powell a analysé la structure cristalline de ces composés et leur a donné le nom de clathrates.

Un clathrate d'urée et un clathrate de thiourée ont été utilisés pour la séparation de la paraffine. 

Par la suite, des cyclodextrines, des éthers couronnes et des cryptands ont été découverts, en tant que molécules hôtes (voir figure). 

Une molécule hôte bien étudiée est le composé de Dianin (en).